# Золотая рыбка (роман)
«Золотая рыбка» (фр. Poisson d'or) — роман французского писателя, лауреата Нобелевской премии по литературе Жан-Мари Гюстава Леклезио. Роман вышел в 1997 году в издательстве «Галлимар».
В романе рассказывается история марокканской девочки, которая становится джазовой певицей в Лос-Анджелесе.
На русский язык роман перевела Нина Осиповна Хотинская, роман вышел в издательстве «Текст»
в 2003 году.